# سندی لوئیس (بازیکن سافتبال)
سندی لوئیس (انگلیسی: Sandy Lewis؛ زادهٔ ۱۱ اکتبر ۱۹۷۸) بازیکن سافت‌بال اهل استرالیا است.
از فیلم‌ها یا برنامه‌های تلویزیونی که وی در آن نقش داشته‌است می‌توان به کارمن جونز اشاره کرد.